# Richard Hampden (1674-1728)
Richard Hampden (après 1674-27 juillet 1728) de Great Hampden, près de Wendover, Buckinghamshire est une Personnalité politique whig anglaise qui siège à la Chambre des communes presque sans interruption de 1701 à 1728.

## Jeunesse

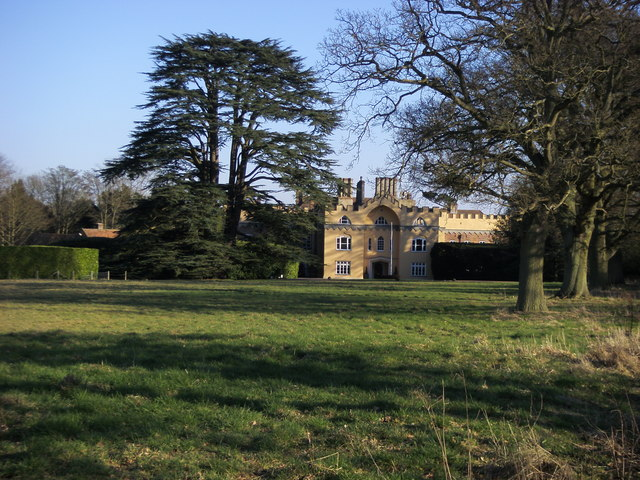
Hampden House

Il est le fils aîné de John Hampden et sa première épouse Sarah Foley, fille de Thomas Foley de Witley Court, Worcestershire. Il est l'arrière-petit-fils du protestataire de la taxe sur l'argent des navires, John Hampden. Son demi-frère cadet est John Hampden, député. En 1696, il succède à son père à Wendover et à Hampden House. Il étudie à Utrecht en 1699. En 1701, il épouse sa cousine Isabella Ellys, fille de William Ellys, 2e baronnet, député de Wyham et Nocton, Lincolnshire.

## Carrière
Il est élu sans opposition en tant que député de Wendover aux deux élections générales de 1701, et est élu après scrutin en 1703 et 1705. Aux Élections générales britanniques de 1708, il est réélu sans opposition en tant que député du Buckinghamshire, mais est battu lors des scrutins de 1710 et 1713. Il est réélu député de Berwick-on-Tweed lors d'une élection partielle le 22 décembre 1711 et lors des élections générales de 1713.
Hampden est réélu sans opposition en tant que député du Buckinghamshire à nouveau lors des élections générales de 1715. En 1716, il est nommé caissier de l'Échiquier. En 1718, il est admis au Conseil privé et nommé trésorier de la Marine. En 1720, il spécule sur les actions de la Compagnie de la mer du Sud en utilisant des fonds de la Marine pour réaliser un profit personnel. Lorsque la bulle de la mer du Sud éclate, il subit des pertes de 90 000 £, dont moins de la moitié ont été garanties. Il est donc licencié. En 1722, il est élu député à Wendover et en 1727, il est réélu sans opposition à Wendover et élu à son insu dans le Buckinghamshire et choisit de siéger pour ce dernier.
Hampden est décédé le 27 juillet 1728.